# Gerald Bull
Gerald Bull (9. března 1928 North Bay, Ontario – 22. března 1990 Uccle) byl kanadský konstruktér a vynálezce v oboru děl o zvláště velkém dostřelu. Zabýval se (předčasně ukončeným) projektem vystřelování satelitů na oběžnou dráhu Země, pro irácký režim Saddáma Husajna navrhl obří dělo (projekt Babylon), jeho jiné starší dělo projektu HARP drží rekord ve výšce dosažené dělovým projektilem (180 km). Gerald Bull byl zavražděn za nevyjasněných okolností přede dveřmi svého bruselského bytu.